# Llei de govern de l'Índia de 1858
La Llei de govern de l'Índia de 1858 fou una llei del Parlament del Regne Unit (21 & 22 Vict. c. 106) aprovada el 2 d'agost de 1858, poc després de la rebel·lió índia de 1857.
Les seves provisions era la liquidació del domini la Companyia Britànica de les Índies Orientals que fins a aquell moment estava governava l'Índia Britànica sota els auspicis de Parlament i el traspàs de les seves funcions a la Corona Britànica. Henry John Temple, llavors primer ministre del Regne Unit, va presentar un projecte de llei per a la transferència del control del Govern de l'Índia de la Companyia de les Índies Orientals a la Corona, en referència als greus defectes en el sistema del govern de l'Índia.